# Jimmy Arias

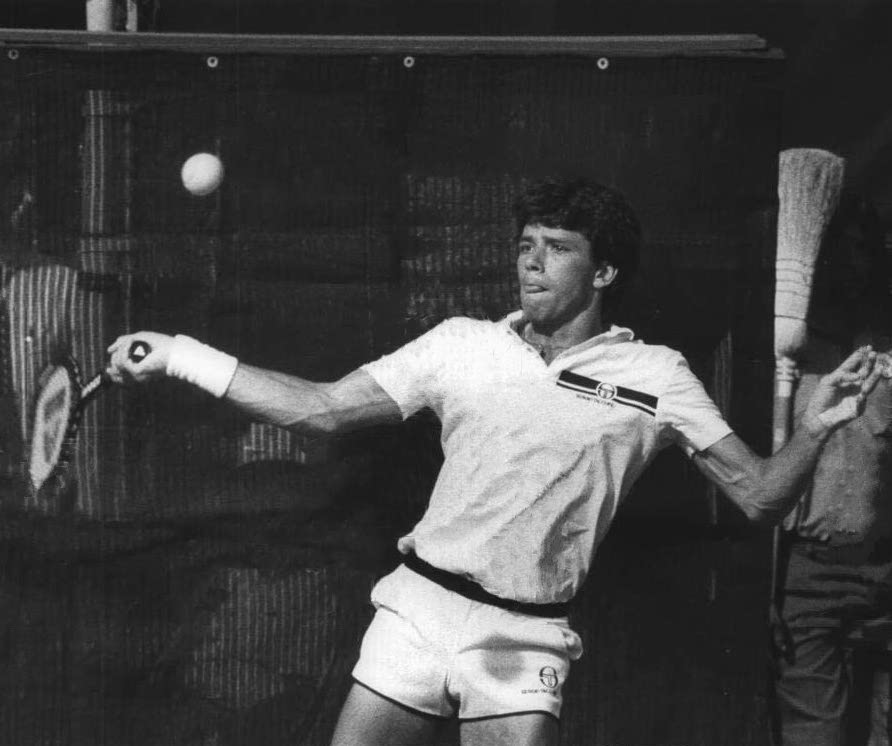
Jimmy Arias en 1984.

Jimmy Arias (16 de agosto de 1964, Búfalo, Nueva York) es un exjugador de tenis estadounidense. En su carrera conquistó 5 torneos ATP y su mejor posición en el ranking de individuales fue N.º 5 en abril de 1984. En dobles fue Nº 61 en mayo de 1987.
Alcanzó el máximo esplendor a mediados de los ochenta y su carrera se dilató hasta los primeros años de la década del noventa. Era poseedor de un juego defensivo y de base. Su físico liviano y atlético le permitía moverse muy bien y por largos periodos en la cancha, pero a su vez era visible su fragilidad física, lo que le ocasionaba permanentes lesiones. En lo que respecta a lo técnico, no tenía ningún golpe determinante, pero a su vez ningún golpe era malo.
Su mejor superficie era la arcilla, donde la poca potencia de sus golpes era más disimulada y podía desarrollar su juego más normalmente.
Podía haber ganado más en su carrera pero la parte mental de su juego se lo impidió en reiteradas ocasiones.[cita requerida]

## Títulos (5; 5+0)

### Individuales (5)
| N.º | Fecha                    | Torneo             | Superficie    | Oponente en la final  | Resultado             |
| --- | ------------------------ | ------------------ | ------------- | --------------------- | --------------------- |
| 1.  | 18 de octubre de 1982    | Tokio, Japón       | Tierra batida | Dominique Bedel       | 6–2, 2–6, 6–4         |
| 2.  | 9 de mayo de 1983        | Florencia, Italia  | Tierra batida | Francesco Cancellotti | 6–4, 6–3              |
| 3.  | 16 de mayo de 1983       | Roma, Italia       | Tierra batida | José Higueras         | 6–2, 6–7(3), 6–1, 6–4 |
| 4.  | 1 de agosto de 1983      | Indianápolis, U.S. | Tierra batida | Andrés Gómez          | 6–4, 2–6, 6–4         |
| 5.  | 12 de septiembre de 1983 | Palermo, Italia    | Tierra batida | José Luis Clerc       | 6–2, 2–6, 6–0         |